# Acrocephalus dumetorum
El carricero de Blyth (Acrocephalus dumetorum) es una especie de ave paseriforme de la familia  Acrocephalidae propia de Asia y este de Europa. Es un ave migratoria que pasa los inviernos en India y Sri Lanka. El hábitat lo diferencia de otros carriceros, ya que no frecuenta los cañaverales ni la exuberante vegetación de los pantanos.

## Descripción
Es un carricero de tamaño medio, que alcanza los 12,5 - 14 cm de largo. El plumaje es de color pardo por encima y claro por debajo, sin rayas. Los sexos son muy similares de apariencia. Los jóvenes son más amarillos por debajo que los adultos.

## Hábitat y distribución
Esta pequeña ave vive en matorrales, a menudo cerca del agua, pero no se encuentra en los pantanos. Habita en zonas templadas de Asia y Europa oriental. Es un ave migratoria, que inverna en la India y Sri Lanka. En Europa occidental se considera un vagabundo raro.

## Reproducción
En la época de cría, la mejor manera de identificarlo es el canto, lento y repetitivo. Hace el nido en un arbusto, donde pone de 4 a 6 huevos.

## Alimentación
Como la mayoría de las carriceros son insectívoros, pero también come material vegetal, incluidas las bayas.